# As Duas Fontes da Moral e da Religião
As duas fontes da moral e da religião (Les deux sources de la morale et de la religion) é uma obra filosófica de Henri Bergson publicada pela primeira vez 1932.
Trata-se da última obra alargada do filósofo. A sua reflexão sobre a moral leva-o a discutir as abordagens sociológicas do seu tempo (Émile Durkheim, Lucien Lévy-Bruhl) com especial ênfase sobre o conceito de obrigação que ele coloca no cerne das relações interindividuais.
Ele coloca a famosa distinção entre 'sociedade aberta' e 'sociedade fechada' (que será retomada numa outra perspectiva pelo epistemólogo Karl Popper). O último capítulo descreve a visão do futuro do autor e contém a famosa passagem sobre o "suplemento de alma", de que o corpo estaria à espera, seguindo as possibilidades extraordinárias conferidas pela técnica. Esta reflexão é colocada sob o signo da dualidade mecânica/mística:
Não nos limitamos portanto a dizer, como o fizemos antes, que a mística recorre à mecânica. Acrescentamos que o corpo engrandecido espera um suplemento de alma, e que a mecânica exigiria uma mística. As origens desta mecânica são talvez mais místicas do que se pudesse acreditar; ela não encontrará o seu verdadeiro sentido, ela não proporcionará os serviços compatíveis com o seu poder, a não ser que a humanidade que ela curvou de vantagens na direcção da terra consiga com ela se endireitar e olhar para o céu.
E este "olhar para o céu” anuncia a sentença final (que ficou tão famosa como o "suplemento de alma"), sobre "a função essencial do universo, que é uma máquina de fazer deuses". Porque, do princípio ao fim, a questão central é a da mística que endeusa os seres.

## A questão central da mística
A questão central abordada neste livro é, portanto, a da mística, tanto quando o autor opõe "moral fechada" e "moral aberta" como quando opõe "religião estática" (associada a superstição) e "religião dinâmica". Frédéric Worms considera a mística em Bergson "como um conceito limite tornado possível pela sua própria doutrina filosófica, chegando a uma questão que permanece no centro da filosofia do seu tempo e de sempre.» É sabido que Bergson considerava os místicos católicos como os mais autênticos (Jesus Cristo, Francisco de Assis, Catarina de Siena, Joana d'Arc, São João da Cruz, Teresa de Ávila...).
A 8 de março de 1932 Bergson disse a Jacques Chevalier a propósito de Duas fontes: «Se eu transmito nestas páginas algo novo, é o seguinte: tento introduzir a mística na filosofia como um procedimento de investigação filosófica.» 

## Índice da obra
1. Capítulo I: A obrigação moral
2. Capítulo II: A religião estática
3. Capítulo III: A religião dinâmica
4. Capítulo IV: Observações finais. Mecânica e mística.

## Capítulo I: A obrigação moral -moral fechadaemoral aberta
Próximo de Émile Durkheim a este respeito, Bergson considera que a primeira moral, a moral fechada, é todo o sistema de hábitos que regem a nossa conduta de acordo com as exigências sociais e que designamos ou que associamos à obrigação moral, mas uma tal obrigação moral deriva na realidade da vida. Ela corresponde, escreve William Marceau , « ao que é o instinto animal; ela corresponde para o ser inteligente a esse instinto que une as abelhas na colmeia e as formigas num formigueiro, aos hábitos que asseguram às células de um organismo um bom funcionamento: os costumes do homem estão inscritos na sua natureza como os da abelha e da formiga.»

### Apelo contra a obrigação. Heróis e santos
A sociedade que exerce pressão sobre nós desta forma não é a humanidade em geral, mas a família, o clã, a tribo, em suma, uma sociedade fechada cujos imperativos, longe de valer como os da moralidade kantiana por exemplo, para todo o ser razoável em geral, apenas são válidos para grupos à parte e fechados. Ela é estranha ao impulso (elã) vital de que resultou a humanidade global.
Pelo contrário, a moral aberta é o apelo do Herói, do homem superior, do santo ou do místico «que se serviu de um impulso aproveitado por ele em contacto com a fonte do próprio elã vital e que se esforça para levar outros homens atrás de si.» Assim foram Sócrates, Jesus Cristo acima de todos e os santos do cristianismo. (...) Esta não é mais uma pressão, como a da sociedade, que eles impõem sobre os indivíduos, para os congelar na rotina e criar uma moral estática, é um apelo que eles fazem entender, uma emoção que eles comunicam e que leva atrás deles as multidões inflamadas, ansiosas de os imitar.» O que eles criam é a moral aberta que visa tanto a moral fechada como a religião estática, moral fechada e religião estática que os santos, pela sua própria vida, apelam a que seja excedida.
Esta emoção obriga mas causando um "sentimento de necessidade acompanhado pela consciência de a poder evitar.» A obrigação apercebida no apelo do herói ou do santo, não é da mesma ordem que a obrigação da moral fechada. Aqui é a obrigação (totalmente de outra natureza), da moral aberta: «não é a sociedade que pressiona com o peso do hábito sobre o indivíduo, mas o indivíduo ao escutar, em si mesmo, as ressonâncias de uma emoção que o libertam dos seus hábitos, ou seja, tanto da sociedade como de si mesmo.»

### Leitura desta distinção por Paul Ricœur
Paul Ricœur retomou esta distinção entre obrigação (tendente à coerção) e o apelo (no sentido de Bergson, a que ele se refere): «A obrigação cessa de ser uma coerção quando os valores representados pelos costumes têm o rosto de qualquer um, são transportadas pelo dinamismo da decisões animadas, em breve são encarnadas por pessoas autênticas (...). Parece certo que ainda que a coerção dos imperativos morais esteja ligada ao seu anonimato (...) mais um valor como a justiça é encarnada por uma consciência militante que lhe dá o impulso da sua indignação e da sua generosidade, mais a coerção se converte em apelo. A coerção é o sinal de uma desumanização (...) o apelo é o sinal de uma criação, de um «historialização» viva dos valores pelos homens eles mesmos vivos. Coerção e apelo  são o limite inferior e o limite superior das "representações colectivas (...) a área do 'social' (...) tem por limite inferior a coerção ou a escravidão onde não há mais sociedade, nem direito e onde a vontade é alienada; ela tem por limite superior a amizade, onde não há mais sociedade, nem direito, mas um apelo libertador, e onde a vontade não está motivada, ou aconselhada, mas criada.»

## Capítulo II: A religião estática
Religião estática é a que naturalmente através da função efabuladora, face ao «poder dissolvente da inteligência», contra a representação por ela mesma «da inevitabilidade da morte», e para preencher um «déficit potencial de apego à vida» por causa desse poder de dissolução da inteligência e da inevitabilidade da morte que ela estabelece, cria «ficções e crenças que se opõem aos factos e às representações da inteligência.» A função efabuladora cria representações «que geram superstições» e que «têm de comum serem fantasiosas.» A religião definida como estática «define-se, portanto, primeiro pelos seus efeitos ou pela sua função: frustrar os «efeitos perversos», por assim dizer, da inteligência; depois pelo seu meio, ou o que assegura essa função na espécie humana: o conjunto de representações actuantes ou ideo-motrizes saídas da função efabuladora e as instituições assim suscitadas em toda a sociedade para os fins de coesão e isolamento.» No entanto, estes efeitos podem ser obtidos «de outra fonte, de diferente natureza, ainda que ela possa e de facto venha a se enxertar nesta base natural: trata-se da experiência mística, que rompe com a religião «estática» e a mistura a que esta dá lugar, do complexo que é a «religião dinâmica», ela mesmo.»

## Capítulo III: Religião dinâmica (e a experiência mística)

### O misticismo como fundamento da religião dinâmica
Para Bergson o défice de apego à vida pode encontrar uma outra solução na religião dinâmica, sendo o misticismo o seu fundamento. O misticismo é uma tomada de contacto e por consequência uma coincidência parcial com o esforço criador que a vida manifesta. Esse esforço é de Deus, se não o próprio Deus ele mesmo. O grande místico será uma individualidade que transpõe os limites atribuídos à espécie pela sua materialidade, que continua e, assim, prolonga a acção divina.» A religião dinâmica não deriva da sociedade, pois o místico apreende imediatamente Deus graças à sua intuição. A religião dinâmica «não é portanto o resultado de uma invenção, mas uma certeza, porque a alma do místico está unida ao que lhe dá a vida: «a alma deixa de girar sobre si mesma, escapando por um momento à lei que quer que a espécie e o indivíduo se condicionem um ao outro, em círculo. Ela pára, como se ouvisse uma voz que a chama. Depois ela se deixa levar, a partir daí. Ela não apercebe directamente a força que a move, mas sente a sua presença indefinível, ou a descortina através de uma visão simbólica. Vem de seguida uma imensidão de alegria, de êxtase, onde ela se absorve no arrebatamento que a perpassa: Deus está ali, e ela nele. Não há mais mistério. Os problemas extinguem-se, as obscuridades dissipam-se: é a claridade.» O que atesta a autenticidade desta experiência «é precisamente a qualidade da sua acção indiferente aos obstáculos e problemas humanos (sejam práticos ou intelectuais)» e essa qualidade «irá atestar o seu misticismo.».

### Não saber o que é Deus (quid, a sua natureza), mas quem é ele (quis, a sua pessoa)?
De acordo com Anthony Feneuil, não foi só em As duas fontes que Bergson introduz a questão da existência de Deus na sua filosofia, pois já tinha referido em A evolução criadora uma existência que ele deduzia de dados biológicos. Certamente, a existência de um acordo profundo entre as diversas formas em que os místicos falam da sua experiência «é sinal duma identidade de intuição que se explica o mais simplesmente pela existência do Ser com quem eles acreditam que comunicam.» E também é verdade que a certeza da existência de Deus cresce, sem no entanto atingir a plenitude. Mas a contribuição essencial do misticismo, tal como o estuda Bergson, é aproximar a filosofia da teologia e de permitir um avanço no conhecimento da natureza de Deus do ponto de vista estritamente filosófico. Se a filosofia pode formular a essência da experiência mística, ela também pode falar sobre a natureza de Deus (mesmo que esta «natureza de Deus» seja mais sobre «quis? (quem?)» (e, portanto, sobre a pessoa, o seu nome próprio), do que sobre o «quid (o quê?)» mais tomista (e um nome comum)). Em face da experiência mística, o filósofo deve evitar a armadilha do antropomorfismo, mas também o do agnosticismo, que sugere que não é possível falar sobre o assunto. A abordagem do filósofo que quer conhecer a natureza de Deus através da experiência mística toma duas direcções: «para o exterior, na procura da especificidade irredutível da experiência mística; para o interior, em busca de uma integração conceptual da fórmula dessa experiência.» Devem ser evitados dois escolhos, portanto, o antropomorfismo que reduziria a experiência mística de Deus a preconceitos filosóficos, e o agnosticismo, porque a singularidade da experiência mística não proíbe o filósofo de a tratar (os místicos falam com rigor da sua experiência e as experiências dos místicos cristãos têm muitos pontos em comum, independentemente do dogma, de acordo com Bergson) e, portanto, de falar de Deus.

### A questão da Pessoa
O que antecede - e, em especial o facto de que a questão «quis?» se substitui à questão «quid?» - explica porque Bergson, em As duas fontes, irá trabalhar a noção de pessoa. O misticismo conforme a fórmula de Bergson é que Deus é amor e que é objecto de amor. Fórmula sobre a qual a mística é inesgotável: «o que ela diz claramente, é que o amor divino não é algo de Deus: é o próprio Deus...» Mas qual é o conceito de personalidade aplicado a Deus? Na verdade, em Bergson existem duas concepções de pessoa.
A primeira encontra a sua fonte no Ensaio sobre os dados imediatos da consciência. Nesta concepção, «a pessoa identifica-se estritamente na continuidade da mudança que faz a sua história.» Ou seja, também, que «O esforço da pessoa humana não é mais que a retoma de um dado que lhe é externo: os actos que ela já efectuou, eles mesmos sempre dependentes do mundo em que ela se insere.»
A segunda desenvolve-se lentamente através de vários textos que vão encontrar a sua elaboração final em As duas fontes. Anthony Feneuil invoca a conferência de 1911 A intuição filosófica, publicada no livro La pensée et le Mouvant, que toma o exemplo da música de Beethoven: «Ele não poderia formular o que tinha no espírito sem se sentir obrigado a corrigir a sua fórmula, depois de corrigir a sua correcção: assim, de teoria em teoria, corrigindo-se quando acreditava que se podia completar, ele não fez outra coisa, com uma complicação que sobrepunha à complicação, e por desenvolvimentos justapostos a desenvolvimentos, que lhe proporcionavam com uma aproximação crescente a simplicidade da sua intuição original.» Com As duas fontes, a intuição de Beethoven torna-se emoção (emoção supra-intelectual): «Ao longo do seu trabalho de arranjo, de rearranjo e de escolha, que se desenrolava no plano intelectual, o músico chegou a um ponto fora do plano para aí procurar a aceitação ou recusa, a direcção, a inspiração: nesse ponto assentava uma emoção indivisível que a inteligência sem dúvida ajudou a expressar em música, mas que era ela mesmo mais do que música e mais do que inteligência.» Anthony Feneuil comentou da seguinte forma: "A identidade da pessoa como emoção é independente da história vivida por esta pessoa, dos eventos no decurso dos quais ela se criou, porque a emoção não é imanente no acto criador que ela provoca, como a intuição de um filósofo não é imanente à sua filosofia, e porque «se Espinoza tivesse vivido antes de Descartes, teria sem dúvida escrito algo diferente do que ele escreveu», mas que vivendo e escrevendo Spinoza tínhamos a certeza de ter o espinosismo.» Está esta segunda concepção da pessoa em oposição à primeira? Tem de ser realizada a discussão da questão.

### O esforço para ser uma Pessoa
Entre 1910 e 1916, refere A. Feneuil, Bergson introduz a noção de esforço na sua concepção da pessoa. Ele introduziu-a primeiro negativamente. Os transtornos da personalidade seriam devidos a uma insuficiência de elã para ser uma pessoa ou do 'esforço' para o ser: «num caso, a consequência é a duplicação da personalidade, ou seja, uma incapacidade para reunir toda a memória "numa" continuidade, e no outro caso de neuroses que bloqueiam a acção tais como fobias, manias ou impressões de irrealidade.»
Com a conferência sobre a personalidade em Madrid, em 1916, o pensamento de Bergson toma uma direcção um pouco diferente: o esforço para ser uma pessoa é um esforço que custa imenso e o negativo (as falhas de elã para ser uma pessoa) primeiramente concebido como um défice de personalidade humana, reentra agora numa normalidade: «É cansativo ser uma pessoa, como é cansativo estar direito e caminhar com os seus dois pés. Para adoptar essa atitude, ocorreu um esforço fatigante, um esforço que custa talvez mais do que parece.»
Bergson orienta-se já naquela época, de acordo com A. Feneuil, para as questões da religião, a sua teoria do misticismo já está adquirida, ao que parece, por volta de 1916. As ideias dele sobre a religião e a sociedade são próximas. Para Bergson, desde aquele tempo, a mais elevada forma de personalidade, o melhor desempenho para ser uma pessoa, já não é a personalidade humana como uma continuidade de mudança, é a emoção supra-intelectual que é puro esforço como em Deus. É o que diferencia os homens de Deus: «A pessoa, qual Deus, identificada por uma emoção supra-intelectual, é puro esforço, já que o esforço da pessoa como continuidade de mudança para manter o seu passado em contacto com o seu presente, se ela não tem esse apoio continuado, nunca é pura, precisamente porque ela consiste em lidar com o que já existe, o passado.»

### Da pessoa dos homens à pessoa de Deus
Na verdade, os exemplos que Bergson dá de pessoas que sem esforço coincidem com a sua emoção, são pessoas humanas. Mas há duas coisas a considerar: são seres excepcionais como verdadeiros filósofos, grandes criadores «de arte, de ciência e de civilização em geral.» Além disso, o que Bergson permite supor, é que a relação do artista à sua obra é a que que existe entre a emoção e o ato criador na pessoa de Deus. Não é Beethoven que coincide com a emoção na origem da sua sinfonia, mas apenas o compositor da sinfonia: «Por outras palavras, a emoção criadora da sinfonia não unifica toda a pessoa Beethoven, mas apenas o conjunto de actos que constitui a sinfonia, como a intuição na origem da filosofia de Espinoza não unifica toda a pessoa de Espinoza, mas apenas o Espinoza "filósofo". Isto significa que o esforço desenvolvido por Espinoza ou Beethoven na sua emoção não permite que se simplifiquem como Baruch Spinoza ou Ludwig van Beethoven, mas antes deixam nascer uma nova pessoa, uma pessoa num sentido próximo do adequado à pessoa de Deus, uma pessoa coincidente com a sua emoção. Mas essa pessoa "não é" a pessoa que é desde o seu nascimento até à morte, e que não pode ser definida a não ser como uma continuidade de mudança. A criação artística é assim um sair para fora de si, um êxtase, ou melhor, a criação de um eu diferente da continuidade de mudança que somos desde o nascimento até à morte. Ela é, se preferirmos, um êxtase, mas um êxtase conducente à criação de uma nova personalidade correspondente à obra.»
A unidade última da obra de arte reside na emoção que está na sua origem, emoção que constitui o artista enquanto artista. Quando se expressa como artista, o artista transcende a continuidade de mudança (que ele também é como pessoa humana histórica), e assim como o próprio Deus, ele mesmo. É como se para o ser humano, o facto de coincidir com a sua emoção fosse um apelo à transcendência. Deve dizer-se também que a emoção quando se trata da pessoa humana é uma emoção criadora, enquanto a emoção com que se identifica Deus é o amor: «O amor divino não é alguma coisa de Deus, é o próprio Deus.» Da emoção artística ou filosófica de algum outro que não si mesmo, não se pode aproximar a não ser pelas obras ou pelo pensamento expresso. O problema de «saber como uma pessoa humana, pessoa como continuidade de mudança, se podia tornar uma pessoa no sentido em que Deus é uma pessoa, na acepção da emoção (...) está imediatamente ligado ao do conhecimento de Deus: a pessoa de Deus sendo uma emoção, e não podendo uma emoção ser conhecida a não ser que seja sentida, conhecer Deus não significa outra coisa que experimentar a emoção que ele é e, portanto, sendo-o igualmente.»

## Capítulo III (continuação) - O conhecimento de Deus pela mística
Desde logo, Bergson rejeita a ideia de um conhecimento de Deus por analogia, que é específico do Tomismo e que consiste em pensar que as qualidades mais elevadas do ser humano – a personalidade e o sentido de justiça, por exemplo - se encontram em Deus, mas num grau altamente perfeito e absolutamente sem medidas iguais às que esses atributos têm para os humanos. Para Bergson, o problema central não é o da analogia, é o de saber como é possível à alma do místico "se [deixar] penetrar, sem que a sua personalidade nela seja absorvida, por um ser que pode imensamente mais do que ela, como o ferro pelo fogo que o incandesce.»

### Como a pessoa do místico permanece a mesma
A unicidade da pessoa humana não é assegurada pela continuidade de mudança. Percebemos isso quando nos questionamos o que teríamos feito em circunstâncias que não conhecemos: "Esta questão, sem sentido se a pessoa se identifica com a continuidade das suas mudanças, não faz sentido a não ser como testemunho da nossa resistência para estabelecer a unicidade da pessoa e, portanto, a sua consistência absoluta mais do que relativa como na individualidade, sobre a continuidade dos acontecimentos pelos quais ela passa. «Por trás desta questão aparece a ideia de que poderíamos ter sido "a mesma pessoa" tendo sido também uma continuidade de mudança diferente, mas desgastado, sem duvida, pelo mesmo tipo de esforço criador - a mesma emoção (...) eu poderia ter sido eu sendo também um outro, tendo vivido outras coisas. Dou-me a prova escrevendo romances, em que cada um dos personagens é o que eu teria sido noutras circunstâncias. Tanto para a pessoa como continuidade de mudança como para o indivíduo que ela supõe, a irredutível modificação dos outros é o único baluarte da sua unicidade. Dito de outro modo, tal como o indivíduo, a pessoa como continuidade de mudança permanece "fechada".»
A emoção supra-intelectual também é apelo e relação, mas uma relação preexistente à relação entre indivíduos distintos, a relação enquanto relação - «alegria, tristeza, piedade, compaixão»- constitutiva dos seus termos.  Bergson dá uma ideia do que pode ser esta relação difícil de expressar em palavras falando da música e dos sentimentos que ela exprime e de que acabamos de referir: «Na verdade, a música não introduz esses sentimentos em nós; antes ela nos introduz neles, como transeuntes puxados para uma dança.»
Enquanto emoção, a pessoa é êxtase, ou seja, saída de si para o outro, constituinte de si e do outro. Diante de uma obra de arte, o artista e o espectador não são nada mais do que a obra de arte, mas é ao mesmo tempo aquilo que os coloca a cada deles no seu lugar. No entanto, se entendemos que o ato de criação artística, como emoção, cria uma relação constitutiva de personalidades, seja um criador de um lado, um espectador do outro, essas personalidades se não se confundem com as pessoas desse artista e desse espectador esta como continuidade de mudança desde o seu nascimento até a sua morte.
No caso da união mística, a dificuldade é entender como uma pessoa (inevitavelmente continuidade de mudança), pode tornar-se a emoção na origem dessa continuidade. E também de entender como uma pessoa se cria a ela própria, não no sentido em que ela é continuidade de mudança, mas no sentido absoluto, ou divino, do esforço de retomada de ela própria. Há uma diferença entre a emoção de amor vivida pelo verdadeiro místico e a emoção vivida ante a obra de arte. No caso da obra de arte, se me revejo na emoção experimentada com o artista na obra, ela faz de mim outra pessoa, refere A. Feneuil. E continuou: «Claro, o amor místico é um «êxtase onde [a alma] se absorve».» No entanto, a personalidade do místico, que também conhece um êxtase, uma saída de si, não é absorvida. O místico é assim amado por ele próprio, imprimindo ao amor «a marca da sua personalidade». Recuperando portanto a sua personalidade como uma continuidade de mudança e apesar de possuir uma personalidade criada, o místico sai de si mesmo, não para se tornar outro (mantém a sua personalidade histórica concreta), como na emoção perante a obra de arte, mas «para tornar-se o seu próprio criador.»
Isto é o que o faz dizer a Frédéric Worms que «o misticismo completo é (...) a participação na acção divina...» Ou ainda: "o místico continua a ser um homem, mesmo se sua humanidade é transcendida pela sua participação numa acção com uma intensidade superior...» Para o repetir com A. Feneuil, que «o místico sai de si próprio para tornar-se o seu próprio criador.» Ele dá o segredo da criação, ligado ao fato de que o amor exige reciprocidade, dizendo que a criação está implicada no amor de Deus: «os místicos são unânimes a testemunhar que Deus tem necessidade de nós, como nós precisamos de Deus. Por que precisaria ele de nós senão para nos amar? Esta é bem a conclusão do filósofo que se atem à experiência mística. A criação aparecer-lhe-á como um empreendimento de Deus para criar criadores, para se rodear de seres dignos do seu amor.» Basta acrescentar a isto que o místico sendo participante da própria acção divina, entranha-o ipso facto no amor universal dos seres através da acção (nunca apenas da contemplação). É precisamente, de acordo com Bergson, «a qualidade da sua acção, indiferente às barreiras e problemas humanos (sejam práticos ou intelectuais), que atestará a sua misticidade.»

### O conhecimentofilosóficode Deus através dos místicos
Ele permite, evitando o antropomorfismo (assimilar Deus a um tipo de ser humano superior) e o agnosticismo (considerá-lo perfeitamente incognoscível), pensar Deus de outra forma que não por analogia (ou seja, atribuindo-lhe as qualidades mais elevadas – a personalidade, por exemplo -, mas corrigindo essa atribuição enfatizando que a personalidade em Deus tem um significado incomensurável pelas medidas do que é a personalidade do ser humano). Bergson não precisa desta teoria ou deste método de analogia pois que a definição de Deus como puro esforço, como emoção absoluta, a distingue radicalmente da continuidade de mudança que é a pessoa humana. O que significa também defini-lo, com base na experiência dos místicos, como amor («o amor de Deus não é algo de Deus, é o próprio Deus»). Distinguindo Deus da pessoa humana, a definição de Deus como amor permite esclarecer a relação de Deus com o místico: por ela, Deus convida-o a tornar-se totalmente ele mesmo tornando-se o princípio da sua criação. A teoria da analogia pressupõe uma distância infinita entre Deus e a criatura, distância infinita de que a experiência mística é a negação.
Isto tem como consequência que o conhecimento de Deus é diferente do conhecimento discursivo, que consiste em introduzir uma coisa particular numa ordem geral, dando-lhe um nome comum. Uma teoria da analogia visa determinar a natureza de Deus, o seu quid (o seu o quê: "o que ele é"). "Em vez disso, se Deus se dá na relação pessoal tida com ele, então ele não é conhecido no seu quid, mas no seu quis [literalmente o seu quem]: ele não é conhecido conceptualmente, mas pessoalmente, e uma teoria da analogia deixa de ter sentido (...)". Bergson, ao exprimir a identidade entre emoção e pessoa, ultrapassa as dificuldades do discurso analógico sobre Deus. Esta identidade, de fato, permite compreender que no termo do amor, a natureza de Deus não se dá a não ser através da sua pessoa. O amor é o nome próprio de Deus: ele designa-o na relação que podemos ter com ele, sem jamais o inserir na malha conceitual dos nossos conhecimentos discursivos.»

#### O Deus de Bergson é o "Deus dos filósofos e dos sábios"? É o de "Abraão, Isaac e Jacob"?
Conhecemos a famosa frase de Pascal quando para dar conta da sua experiência mística opôs o Deus de Abraão, de Isaac e de Jacob, ao Deus dos filósofos e dos sábios. Para Frédéric Worms, o Deus de Bergson «não é nem um «conceito», nem «uma coisa», nem uma «pessoa» que ao menos pudéssemos isolar quando ela se revela a esses privilegiados que a sentem e que ela «consome».» Mas ele não decide a questão de saber se é o Deus de que fala Pascal ao referir-se aqueles que Ele encontrou de acordo com a Bíblia, e acerca da mesma questão Maurice Merleau-Ponty afirma que este pensamento de Bergson seria uma «filosofia religiosa extraordinária, muito pessoal e em alguns aspectos pré-cristã.» 

#### Como o filósofo conhece Deus através da mística?
À primeira vista, esta questão não suscita dificuldades, pois que a definição de Deus como amor implica o apelo lançado por Deus aos místicos, mas também o apelo lançado pelo místico para reconhecer essa realidade, apelo lançado a toda a humanidade, pelo que aos filósofos também. No aspecto cognitivo, a intuição do filósofo está primeiro pois é ela que indica a direcção em que se deve ir procurar o que faz o essencial do discurso místico. Mas, na verdade, esta intuição é secundária porque ela não é senão o eco na alma filosófica do apelo do místico para se tornar uma pessoa, numa relação de amor do místico e de Deus. É porque o filósofo percebeu o entusiasmo do apelo dos místicos, o apelo do amor que eles são, que pôde teorizar esta experiência e Deus. Na condição, claro, de ver que os filósofos, diz A. Feneuil, não sabem "o que" são os místicos (o seu esforço pode ser de Deus, ou o próprio Deus, escreveu Bergson, do que resulta que seja levantada a questão de saber se eles não são eles próprios divinos), mas "quem" eles são.

#### Um último problema ligado ao de Cristo: quantos místicos diferentes há?
Já vimos antes que a intuição na origem da filosofia de Spinoza não unifica toda a pessoa de Espinoza, mas apenas o Espinoza filósofo, uma nova pessoa, uma pessoa num sentido próximo do sentido apropriado para a pessoa de Deus, ou seja alguém coincidindo com a sua emoção. Esta intuição do Espinoza filósofo, vamos captá-la através de imagens mediáticas, ou seja, de imagens que sugerem a direcção em que se deve procurar, mas que não nos dão a coisa em si. Os místicos podem ser compreendidos nesse sentido, ou seja, que eles seriam para a emoção que define a pessoa de Deus o que a imagem mediática é para a intuição do filósofo? Ora, Bergson pensa que "se os grandes místicos são assim como os descrevemos, verifica-se que eles são imitadores originais mas incompletos, do que foi completamente, o Cristo dos Evangelhos.» Ele disse muitas vezes que os místicos eram a relação de amor a Deus, mas que eles se distinguiam pelo lugar ocupado nessa relação. Para A. Feneuil, se considerarmos isto literalmente, isso significa que há «tantas pessoas divinas como místicos». Se isso se aplica somente a Cristo, isso significa que os místicos enquanto místicos são mais que uma e a mesma pessoa. E que Cristo seria essa pessoa que são os místicos "enquanto tais". Ora a concepção da Encarnação em Bergson é um problema porque ele escreve: "Portanto, na origem do cristianismo, está o Cristo. Do ponto de vista onde nos colocamos, é irrelevante que o Cristo se designe ou não de homem. Não importa, mesmo, que ele se designe o Cristo. Aqueles que vão ao ponto de negar a existência de Jesus não impedirão o sermão da montanha de figurar no Evangelho com outras palavras divinas.» Isso «leva a dizer que o processo descrito como uma deificação do homem, a saída da sua personalidade individual como retorno a si no segredo da sua criação, não teria sentido a não ser em Cristo; que todos os homens não poderiam ser a emoção que os constitui a não ser na pessoa de Cristo.» A manutenção do primado de Cristo, a sua "completude" enquanto místico explica-se porque permanece impensável a ideia de um indivíduo verdadeiramente humano «actor dos seus actos após o seu nascimento.»

##### Lugar da filosofia e lugar da fé
Isto tem como consequência que o filósofo enquanto filósofo não conhece o amor puro de Deus: «Ele não o conhece porque para um ser humano individual, algo apenas é acessível pelas formas da experiência humana, os sentidos e a inteligência, e mesmo a sua ultrapassagem não ocorrer a não ser por meio deles. Da mesma forma que os intérpretes de um filósofo não têm acesso à sua intuição a não ser pela imagem mediadora da sua filosofia, o filósofo não tem acesso à pessoa de Deus a não ser pelos indivíduos que são os místicos. É necessário, para que o filósofo - que ainda não é um místico – tenha acesso ao amor puro, que ele possa ver um indivíduo criador, do nascimento até à sua morte, o que a Bergson parece naturalmente impossível, e que é precisamente a encarnação. É portanto aqui, sobre esta questão precisa da encarnação e da possibilidade de aceder directamente ao puro amor que foi deixado um lugar à fé. Conhecendo unicamente este ou aquele amor, que é um tal ou outro místico, o filósofo não recebe o apelo místico na sua pureza, não podendo evitar, ele humano ainda, de ver no místico o humano que ele foi. Por outras palavras, e paradoxalmente, ver tragicamente, estas são as características individuais dos místicos - ou seja, as imperfeições da sua mística - que constituem, para o filósofo, as indicações da direcção para procurar o amor. Mas esse amor continua a ser um ponto vazio, uma exigência para a qual tende, e para a qual o orientam os exemplos que são tais ou tais místicos em relação aos quais a sua situação individual se torna particularmente sensível.»

##### Outras soluções para esta questão do lugar de Cristo
A frase de Bergson que justifica toda a discussão anterior é a seguinte: «Digamos simplesmente que, se os grandes místicos são mesmo tal como os descrevemos, verifica-se que eles são imitadores originais, mas incompletas, do que foi completamente o Cristo dos Evangelhos.»
Henri Gouhier pensa que isso significa que há uma insuperável operação realizada por Cristo que explica o seu lugar único e a sua primazia entre os místicos. Já Étienne Borne considera que esta incompletude de facto dos outros místicos, que não Cristo, não torna impossível a chegada de um novo Cristo.
De acordo com Feneuil, estas duas respostas não são satisfatórias porque a primeira não propõe nenhuma solução sobre a possibilidade de emular Cristo. Quanto à segunda, a de Étienne Borne, é contraditória com as declarações de Bergson quanto à sua proximidade com o catolicismo. Especialmente no seu testamento, escrito em 1937 e tornado parcialmente público em 1941, onde testemunha a sua conversão a esta religião. Maurice Merleau-Ponty escreveu no entanto no seu Elogio da filosofia, recordando que Bergson não se converteu plenamente ou abertamente durante a sua vida por causa dos laços com seu povo: «Diremos: se o filósofo pensa realmente que uma Igreja detém os segredos da vida e os instrumentos da salvação, ele não pode melhor servir os outros do que servindo-a sem reservas. Mas é sem dúvida a suposição que é vã: pela escolha que ele mesmo fez, Bergson atesta que não há para ele o lugar da verdade, onde a deveríamos ir procurar qualquer que fosse o custo, e até mesmo cortando as relações humanas e os laços de vida e de história.»

### Ligação comA evolução criadora
Bergson sustenta As duas fontes em A evolução criadora, conforme a síntese de André Cresson:
"Neste livro, ele não quis ter em conta apenas os dados da biologia. A experiência dos místicos permite vislumbrar para além de certas «verosimilhanças». Por que não acreditar que "a criação... é uma empresa de Deus para criar criadores, para se rodear de seres dignos do seu amor».?  E Bergson escreveu "Seres que foram chamados à existência, que estavam destinados a amar e a ser amados, a energia criadora antes de se definir pelo amor. Distintos de Deus que é essa mesma energia, eles não podem surgir senão num universo e é por isso que o universo surgiu. Na porção do universo que é o nosso planeta, provavelmente em todo o nosso sistema planetário, tais seres para que ocorressem era necessário constituir uma espécie, e esta espécie necessitar de uma série de outros que foram a preparação, o suporte e os resíduos ... » Eis o que a experiência dos místicos permite acrescentar como uma probabilidade ao que a A evolução criadora fortemente sugeria."

## Capítulo IV: Observações finais. Mecânica e mística
«Interpretamos mal», refere F. Worms, «as fórmulas tornadas tão famosas sobre o corpo «desmesuradamente engrandecido» da humanidade que esperava um «suplemento de alma». Gostaríamos que essa alma tivesse algo de misterioso, uma emoção obscura, um irracionalismo mais. Mas não há nada disso; ela tem [essa orientação], ela também já definida, pela abertura moral, a qual não pode no entanto ser aplicada mecanicamente à nova situação criada precisamente pela mecânica. Não basta pregar o amor, mas encontrar soluções para o problema criado por estas técnicas que poderiam servi-los, mas também servir a guerra e o ódio, de uma forma ainda mais formidável do que antes (Bergson foi um dos primeiros a evocar o extermínio do inimigo e a possível destruição do planeta!). Portanto, não se trata mais de idealizar a ética do que diabolizar a técnica, mas, em vez disso, de submeter a sua relação à polaridade, mais urgente do que nunca do fechado e do aberto.»

## Edições em português
- As Duas Fontes da Moral e da Religião, Zahar, Rio de Janeiro, 1978.
- As Duas Fontes da Moral e da Religião, Almedina, Coimbra, 2005, ISBN 9789724019628